# 十全大補男
是一部2000年的美國運動喜劇電影，由霍華德·德芝執導。主演是基努·李維、真·赫曼、布魯克·藍葛敦、強·法夫洛和傑克·華登（他的最後一次演出）。故事以職業美式足球為主要內容。

## 劇情
因為薪資爭議，華盛頓哨兵隊（Washington Sentinels）的球員們決定集體罷工。球隊老闆請回足智多謀的前教練吉米·麥金提（Jimmy McGinty），希望他讓球隊繼續運作。吉米決定找來一群替補球員披掛上陣。沒想到這群雜牌軍竟屢創佳績，成功進軍季後賽。但此時明星球員艾迪·馬特爾（Eddie Material）卻宣布結束罷工回歸球場……

## 角色

### 教練
- 吉米·麥金提（Jimmy McGinty）球隊總教練（真·赫曼 飾演）

### 替補球員
- 耐裘·古夫（Nigel Gruff）#3 踢球員（萊斯·伊凡 飾演）：綽號大腳（The Leg），來自威爾斯的足球員，身形瘦弱，擅長踢球射門。喜歡賭博、吸煙是他的弱點。
- 尚恩·法可（Shane Falco）#16 四分衛（基努·李維 飾演）：為華盛頓哨兵隊挖角的明星球員，前俄亥俄州立大學明星四分衛。因為一次在1996年砂糖盃比賽中的嚴重傳球失誤的挫敗，使球隊痛失冠軍，被認為無法承受壓力，缺乏自信，而備受質疑。在成為哨兵隊替補選手後除了展現出實力外，更展現出用心帶領球隊的決心，逐漸獲得球迷們的接納與喜愛，最後甚至取代了結束罷工返回球場的明星球員艾迪·馬特爾（Eddie Material），也是深受隊友簇擁尊敬的領袖。
- 沃爾特·科克倫（Walter Cochran）#34 跑衛（特洛伊·文布希（英语：Troy Winbush） 飾演）：堅定相信上帝力量的運動員。因為在一次比賽中，膝蓋受傷，從此脆弱的膝蓋成為他的致命傷。
- 厄爾·威爾金森（Earl Wilkinson），又名雷·史密斯（Ray Smith）#42 中鋒（麥克·傑斯（英语：Michael Jace） 飾演）：前明尼蘇達州明星足球員，負責防守後衛、開球回攻員，因為暴力攻擊員警而入獄服刑。經由馬里蘭州長的特許，而能暫時假釋，參與這個球季的賽事。
- 丹尼爾·貝特曼（Daniel Bateman）#56 後衛（強·法夫洛 飾演）：小名丹尼（Danny），一個保守而沉默寡言的人，平常與人之間的互動正常，但是一旦置身在對抗性的狀況下，就會完全失控，特別是看到紅色的時候。他是中後衛（Linebacker）與防守隊的隊長。曾是密西根州立大學的板凳替補球員，海灣戰爭退伍老兵。現在是華盛頓特區特種武器和戰術部隊(SWAT)成員。
- 金寶·富米可（Jumbo Fumiko）#68 進攻截鋒（艾斯 · 与那嶺 Ace Yonamine 飾演）：日本相撲選手，轉行擔任進攻截鋒，對食物充滿熱情。
- 傑克森兄弟，兩人是親兄弟，都是進攻內鋒（offensive linemen），後來轉行當保鏢，兩個人只有在同一隊時才不會爭吵。
  - 賈邁勒·阿卜杜勒·傑克遜（Jamal Abdul Jackson）#72 後衛（費松·勒夫（英语：Faizon Love） 飾演）
  - 安德烈·傑克遜（André "Action" Jackson）#73 後衛（Michael Taliferro 飾演）
- 克里夫·富蘭克林（Clifford Franklin）#81 外接員（奧蘭多·瓊斯 飾演）：他是小商店的店員，跑步速度很快，但總是接不到球。（後來在法可信心灌輸下克服。）為人風趣，花招特多，是隊上的開心果。主題曲「I will survive」為他最喜歡的歌曲，常透過他的出現播放，隊員們並隨著歌曲跳起舞來串場。
- 布萊恩·墨菲（Brian Murphy）#86 近端锋（大衛·丹曼 飾演）：具備頂尖的近端锋能力，但因天生耳聾，而無法得到機會。

### 啦啦隊員
- 安娜·貝爾（Annabelle Farrell）啦啦隊隊長（布魯克·藍葛敦（英语：Brooke Langton） 飾演）：熱愛美式足球，是球隊的靈魂人物，家中開設酒吧，與尚恩·法可陷入熱戀

### 明星球員及其他角色
- 艾迪·馬特爾（Eddie Martel）#7 四分衛（布雷特·庫倫 飾演）: 是隊上的明星四分衛，擁有2枚冠軍戒指，打球風格態度傲慢。因球團不願給予高額頂級年薪而罷工，時常瞧不起而挑釁由法可帶領的替補球員們，並嘲諷法可當初痛失冠軍戒指永遠淪落到當替補球員。最後因不願法可搶走風采而提前結束罷工回到賽場，卻因傲慢及目中無人的打球態度而慘遭球迷噓聲伺候，更遭教練喚回法可取代。

## 製作
本片的主體拍攝於1999年8月10日開始，在巴爾的摩進行製作。

## 配樂
- 葛洛莉雅·蓋諾 《I will survive》
- The police 《Every Breath You Take》
- David Bowie 《Heroes》

## 外部連結
- 官方網站
- 互联网电影数据库（IMDb）上《The Replacements》的资料（英文）
- 爛番茄上《十全大補男》的資料（英文）